# Renowo

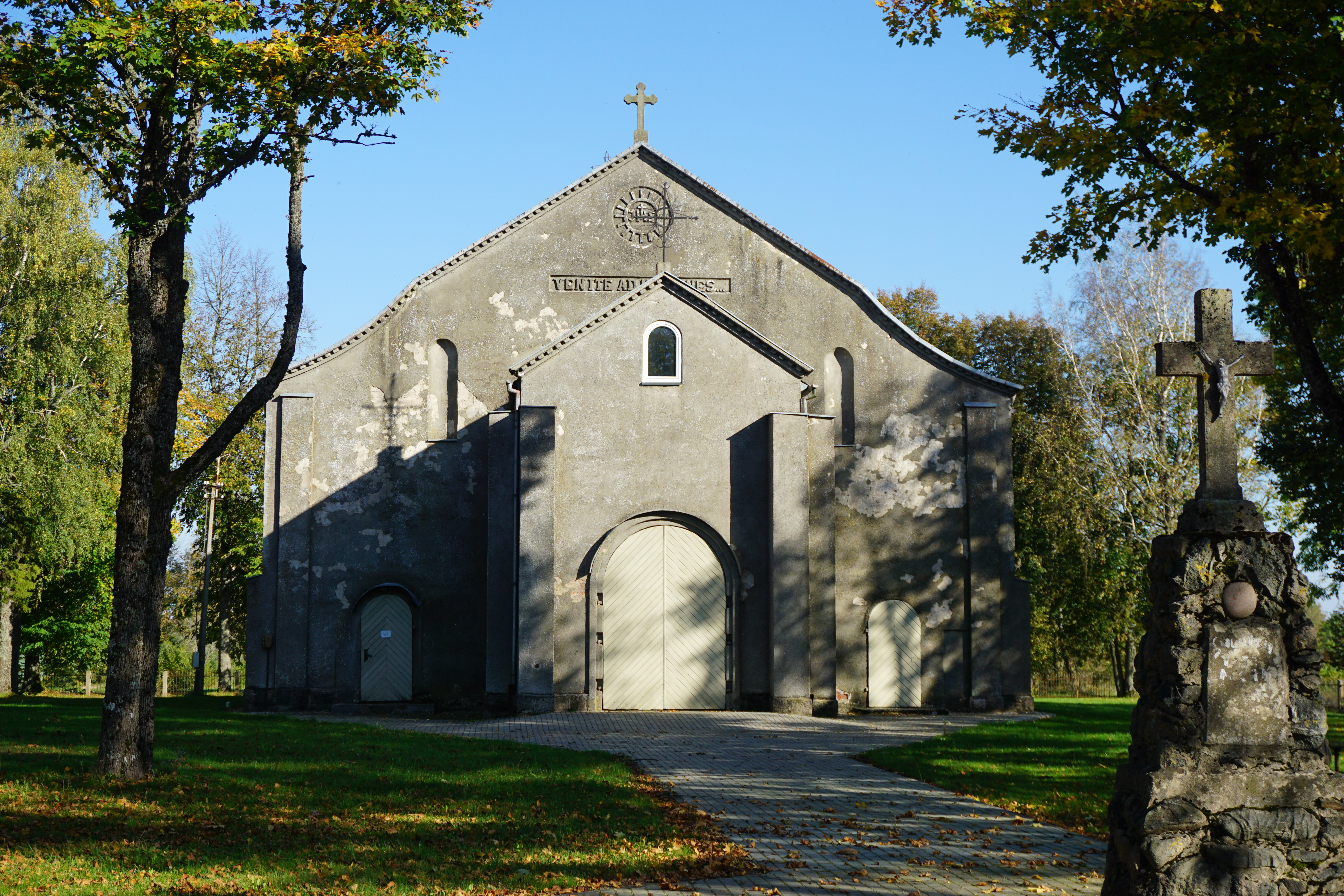
Kościół św. Izydora (2017)

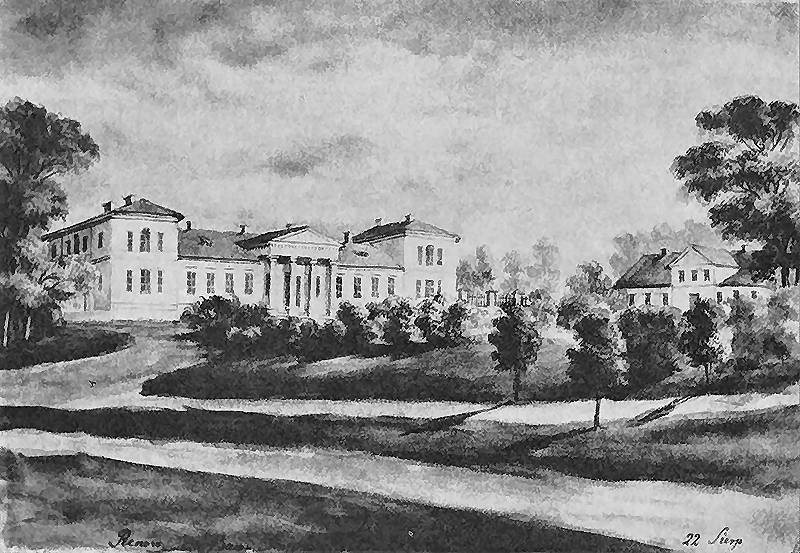
Pałac w Renowie na rysunku Napoleona Ordy, XIX wiek

Renowo (lit. Renavas, hist. pol. również Rennów) – wieś na Litwie w rejonie możejskim okręgu telszańskiego, 20 km na zachód od Możejek, nad rzeką Wardawą (lit. Varduva).

## Historia
Niegdyś folwark nosił nazwę Gawry. Majątek w XVIII wieku znalazł się w rękach rodziny baronów Rönne. Była to niemiecka rodzina z francuskimi korzeniami, która osiadła na Inflantach w XVI wieku, a później przeniosła się na Żmudź. Najwybitniejszym przedstawicielem rodu był Carl-Ewald von Rönne (1663–1716) herbu własnego (Renne), który – zasłużywszy się carowi Piotrowi I jako naczelny wódz carskiej konnicy – otrzymał od niego tytuł barona za okazane męstwo w zwycięskiej bitwie ze Szwedami pod Połtawą. Jego krewny Ernest von Rönne (1645–1699), żonaty z Heleną Billewiczówną był protoplastą litewskiej gałęzi tego rodu. Jego najmłodszy syn, Stefan Karol (1678–1753), żonaty po raz pierwszy z Różą Szuksztą, podstolanką mozyrską, a po raz drugi z Anną Iwanowiczówną, był pierwszym właścicielem Renowa. Jego jedyny syn (miał również córkę Joannę), Mikołaj Antoni (1720–?), od 1781 roku pułkownik wojska rosyjskiego, zbudował w 1786 roku w Renowie katolicki kościół św. Izydora. Mikołaj Antoni był również dwukrotnie żonaty: po raz pierwszy z Eleonorą, po raz drugi z Anielą Piłsudską (~1750–?). Po Mikołaju Antonim Renowo odziedziczył jego syn Feliks (1770–1827), podkomorzy nadworny koronny. Król Stanisław August Poniatowski potwierdził jego tytuł baronowski i odznaczył go Orderem św. Stanisława. Feliks ożenił się z Antoniną Giełgudówną herbu własnego (odm.), z którą miał sześcioro dzieci. Najstarszym spośród nich był syn Antoni (1795–1877) i on był ostatnim z tej linii (baronów Rönne) dziedzicem Renowa. W 1826 roku ufundował tu drewnianą kaplicę. Jego jedyne dziecko, córka Olimpia (1829–1861), wyszedłszy za Feliksa Ogińskiego, wcześnie zmarła i w związku z tym Antoni zapisał Renowo wnukowi swojego brata (Feliksa) Feliksowi Mielżyńskiemu (1871–1910) herbu Nowina. Wdowa po nim, Stanisława z Woynicz-Sianożęckich (1869–1958) herbu Nałęcz i ich córka Maria (1902–?), żona Janusza Zdziechowskiego (1899–1985), były ostatnimi właścicielkami Renowa, do 1939 roku.
Na przełomie XIX i XX wieku majątek liczył 4 538 dzisięcin ziemi (w tym 1 035 dz. lasu).
Po III rozbiorze Polski w 1795 roku Renowo, wcześniej wchodzące w skład Księstwa Żmudzkiego Rzeczypospolitej znalazło się na terenie powiatu telszewskiego guberni kowieńskiej Imperium Rosyjskiego. 10 października 1920 roku na podstawie umowy suwalskiej przyznano je Litwie, która w okresie 1940–1990, jako Litewska Socjalistyczna Republika Radziecka, wchodziła w skład ZSRR.
We wsi znajdują się m.in. zabytkowy kościół pw. św. Izydora (w obecnym kształcie z 1933 roku), szkołą średnia, biblioteka i elektrownia wodna.

## Demografia folwarku i wsi

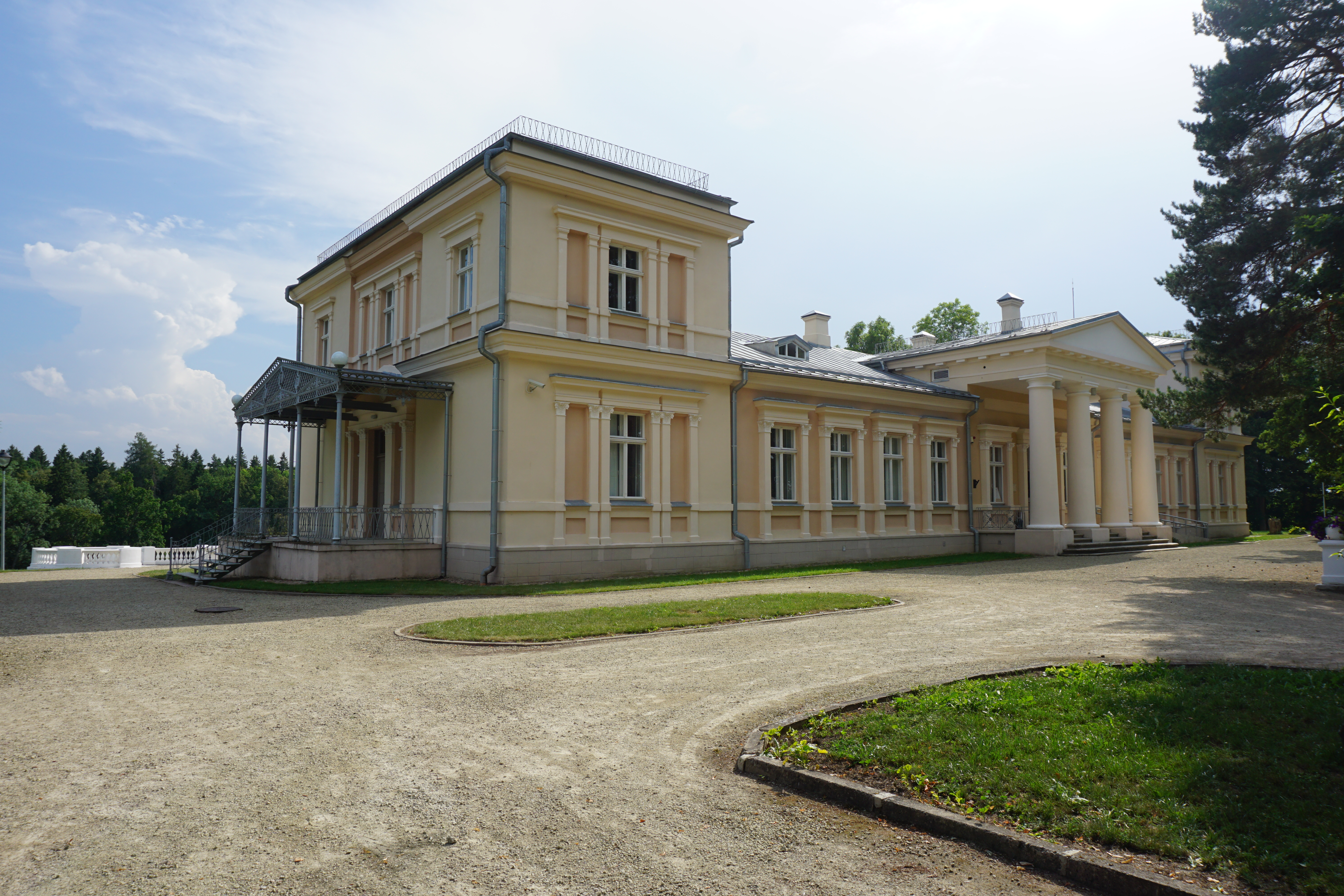
Elewacja frontowa pałacu (2018)

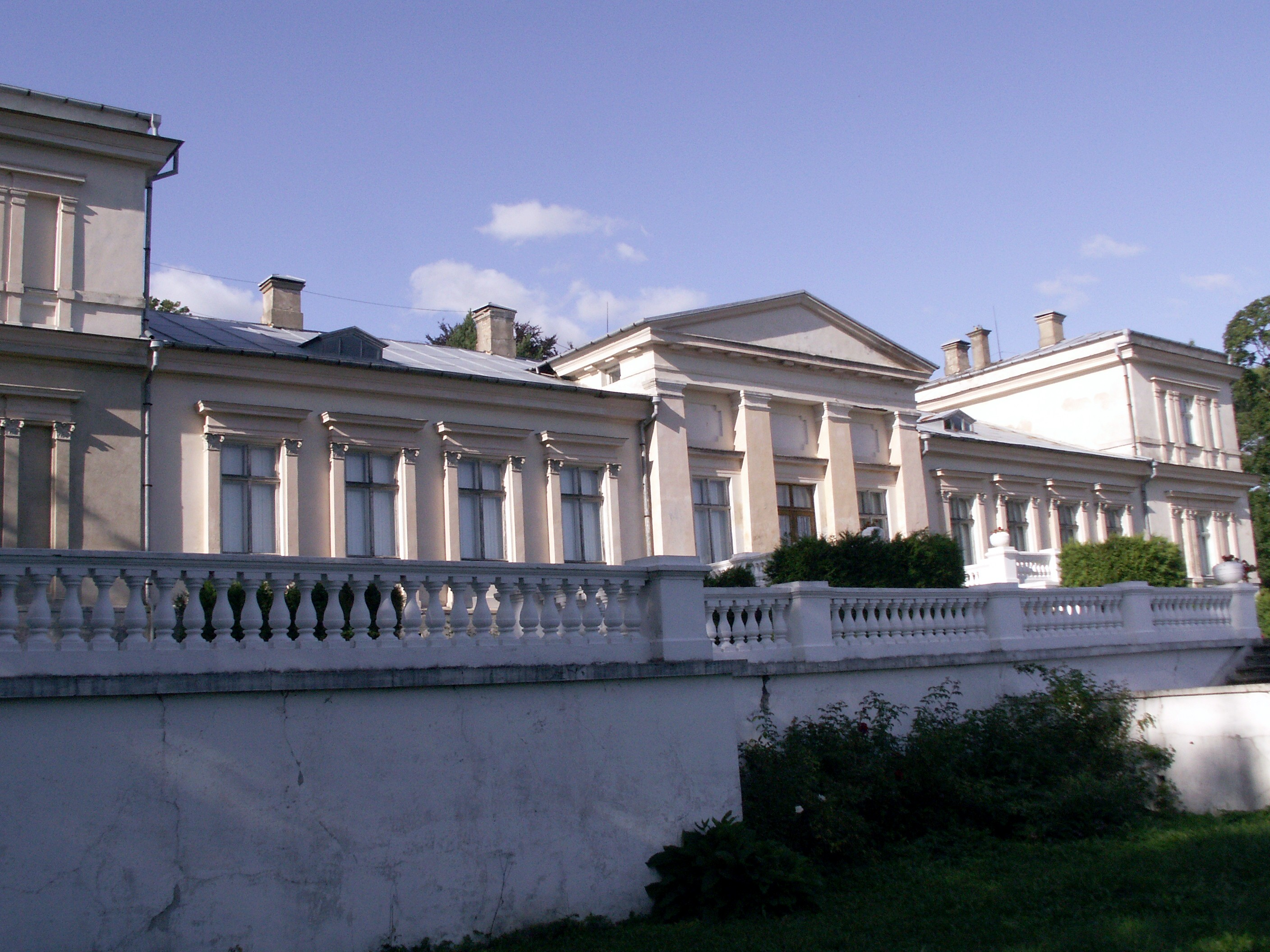
Elewacja ogrodowa pałacu (2009)

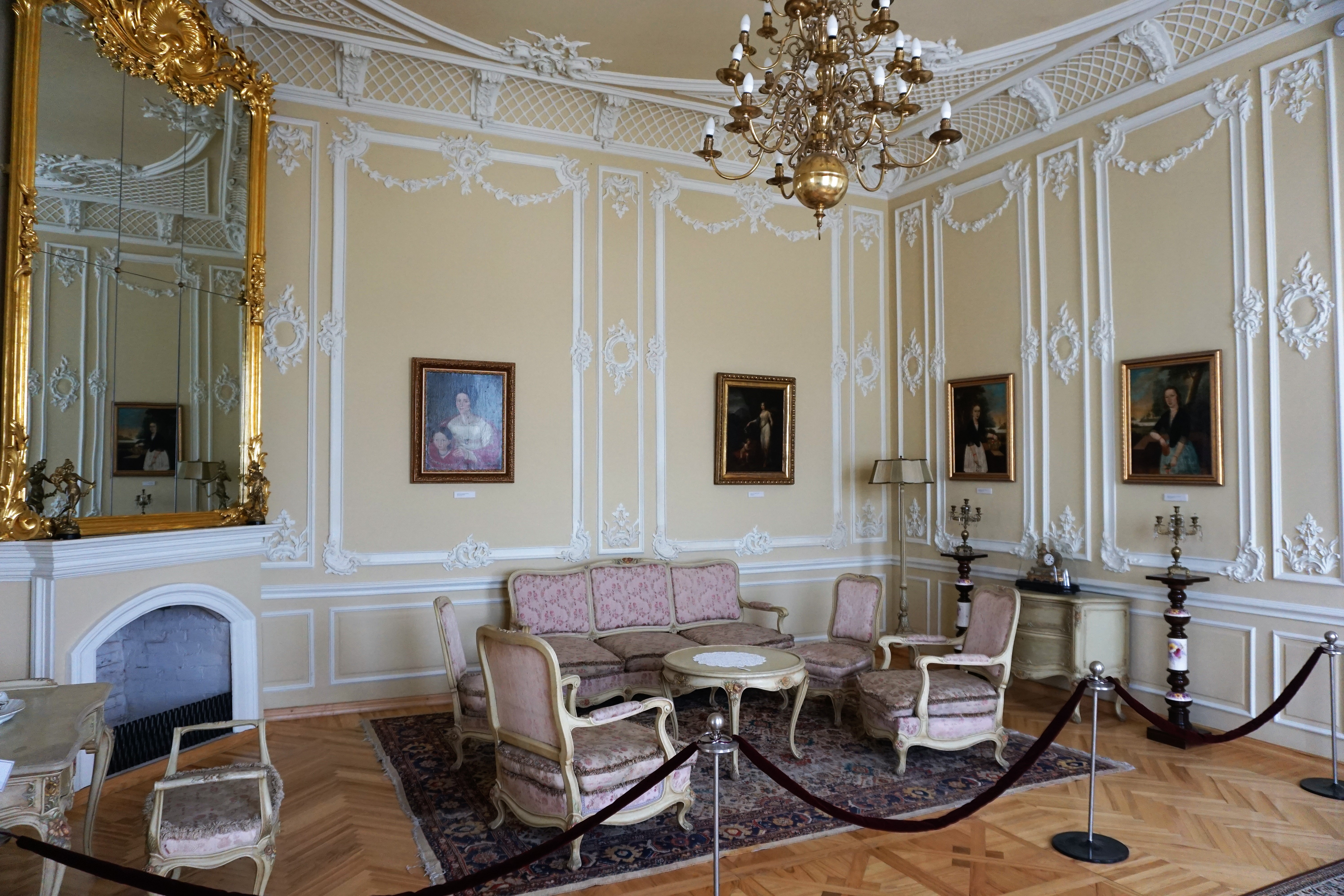
Wnętrza pałacu (2018)

1859 – 32
1970 – 166
1981 – 170
1986 – 113
2001 – 109
2011 – 82

## Dwór i pałac
O najstarszym tutejszym dworze wspomina się w XVI wieku. Zapewne Stefan Karol zbudował tu kolejny dwór, który był drewniany, parterowy i pokryty słomianą strzechą. Na początku XIX wieku Antoni lub jego ojciec Feliks von Rönne pod koniec XVIII wieku na miejscu starego dworu wystawił tu pałac, który zachował się do dzisiejszych czasów. Był to murowany, klasycystyczny, jedenastoosiowy budynek z parterową częścią środkową, nakrytą dachem dwuspadowym i dwoma dwukondygnacyjnymi skrzydłami bocznymi, przykrytymi dachami czterospadowymi. Elewację frontową zdobił portyk z czterema toskańskimi kolumnami, podtrzymującymi gładkie belkowanie i gładki, trójkątny szczyt. Odpowiednikiem portyku w elewacji ogrodowej był pseudoryzalit rozczłonkowany czterema szerokimi pilastrami. Elewacje boczne miały po pięć prostokątnych okien na każdej kondygnacji, z tym że środkowe okno na piętrze otrzymało zamknięcie półkoliste.
Po śmierci Antoniego von Rönne hrabia Stanisław Kostka Mielżyński około 1880 roku, a później jego syn Feliks Marian przebudowali wnętrza pałacu, nadając im bardziej reprezentacyjny charakter. Teraz drzwi wejściowe prowadziły do obszernego i wysokiego westybulu, w którym stał XVIII-wieczny kominek wykonany z białego marmuru. Dotychczasowe dwa mniejsze pokoje znajdujące się na prawo od westybulu teraz przerobiono na dużą salę balową, oświetlaną przez cztery okna elewacji frontowej, i ogrzewaną przez kominek, podobny do tego, który znajdował się w westybulu. Nad kominkiem wisiał obraz pędzla Wacława Pawliszaka przedstawiający księcia Józefa Poniatowskiego. Na lewo od westybulu, również w trakcie frontowym znalazła się jadalnia i garderoba. W trakcie ogrodowym w centrum znajdował się salon umeblowany w stylu Ludwika XV i ogrzewany marmurowym kominkiem. Na prawo od salonu była palarnia, dalej sypialnia i biblioteka z księgozbiorem liczącym ponad tysiąc woluminów. Na lewo za wielkim salonem był mały salonik z sekretarzykami i komódkami, dalej na lewo była druga sypialnia i pokój gościnny. Podłogi tych wszystkich pomieszczeń były wykonane z różnobarwnych płytek dębowych, mahoniowych i z innych drzew egzotycznych, ułożonych w mozaiki. Sufity były dekorowane stiukami, a na ścianach wisiały obrazy, wśród których były portrety baronów Rönne i hrabiów Mielżyńskich oraz duże sztychy przedstawiające sceny mitologiczne. Zgromadzono tu również kolekcje starej porcelany, empirowe lampy wykonane z brązu i dwa marmurowe wazony z pracowni Cavony.
W pobliżu pałacu stały budynki gospodarcze. Naprzeciwko pałacu, po drugiej stronie rozległego, owalnego trawnika oraz kęp krzewów i drzew wzniesiono stajnię zbudowaną z polnych kamieni. Po prawej stronie pałacu stała drewniana, parterowa, dziewięcioosiowa oficyna, z trójosiową facjatą i czterosłupowym gankiem, pokryta gontowym czterospadowym dachem. Za oficyną stały starsze niż pałac: skarbiec i spichlerz, zbudowane z dużych, ciosanych kamieni, pokryte wysokimi, gontowymi dachami.
Park o powierzchni kilkunastu hektarów rozciągał się po ogrodowej stronie pałacu, schodząc nad płynącą poniżej Wardawę. Był to park krajobrazowy, rosły w nim trzystuletnie dęby oraz znacznie młodsze modrzewie, lipy, klony, jesiony, świerki oraz inne drzewa liściaste i iglaste. Feliks Mielżyński utworzył w pobliżu pałacu tarasy, wykorzystując naturalną pochyłość gruntu. Rozciągały się aż do Wardawy, nad którą przerzucono romantyczny mostek.
W czasie II wojny światowej pałac nie uległ zniszczeniu. Po wojnie budynek stał się siedzibą władz kołchozu, który powstał na ziemiach byłego majątku. W późniejszym okresie pałac mieścił szkołę i bibliotekę, a obecnie – od roku 1996 – Muzeum Sztuki Litewskiej, oddział muzeum w Możejkach. W 1980 roku budynek został odnowiony. Obecnie westybul ponownie zdobi secesyjna polichromia. W pokojach zachowały się piece kaflowe. Poza pałacem zachowały się oficyna, spichlerz, stajnia i skarbiec. XVIII-wieczny park z okazami egzotycznych drzew, będący obecnie pomnikiem przyrody – zajmuje obecnie 12 ha. Rośnie tu m.in. najgrubszy świerk na Litwie. Cały kompleks jest wpisany do nieruchomych dóbr kultury Litwy (kod G216K).
Po powstaniu styczniowym baron Antoni Rönne przyjął do swojego pałacu Wiktorię Narutowicz, wdowę po Janie Narutowiczu, właścicielu leżącego po sąsiedzku majątku Brewiki, z dwoma małoletnimi synami, Stanisławem i Gabrielem (przyszłym pierwszym prezydentem Rzeczypospolitej). W ten sposób nie tylko uchronił ich od biedy w pozbawionej ojca rodzinie, ale umożliwił młodym Narutowiczom naukę w pałacu, zatrudniając specjalnie dla nich wysokiej klasy nauczyciela, Laurynasa Ivinskisa (Wawrzyńca Iwińskiego). Wsparcie rodziny Jana Narutowicza było wyrazem wdzięczności dla nieżyjącego już sąsiada, który po aresztowaniu nie wydał władzom carskim właściciela Renowa, wspomagającego wydatnie styczniowych powstańców.
Majątek Renowo (Rennów) został opisany w 3. tomie Dziejów rezydencji na dawnych kresach Rzeczypospolitej Romana Aftanazego.